# Chelonus obturbatus
Chelonus obturbatus är en stekelart som beskrevs av Papp 1981. Chelonus obturbatus ingår i släktet Chelonus och familjen bracksteklar. Inga underarter finns listade i Catalogue of Life.